# Ponale
El Ponale és un torrent de set quilòmetres de llarg, que s'origina al Llac de Ledro i acaba al Llac de Garda (Itàlia), amb un salt proper als 30 metres anomenat «Cascata del Ponale». El curs del riu es troba completament dins del municipi de Ledro.
Des de les muntanyes que el circumden, i durant el curs d'un fenomen meteorològic de caràcter tempestuós a través de la seva ranura bufa un vent típic anomenat Ponal que, una vegada que arriba al llac de Garda té la característica d'obrir-se radialment.
A la vall creada pel torrent es troba una famosa i antiga sendera, ara una meta per a molts amants de la bicicleta tot terreny: Camino Ponale.